# Ulf Henricsson (länsråd)
Ulf Inge Rickard Henricsson, född 17 december 1939 i Kristinehamn, är en svensk ämbetsman. Han gifte sig 1979 med Gunhild Hammarström.
Han studerade vid Uppsala universitet och tog 1965 en filosofie och politices magisterexamen. Han var därefter 1965-1971 anställd vid Statskontoret och blev 1971 byråchef vid länsstyrelsen i Stockholms län, 1976 kanslichef vid länsstyrelsernas organisationsnämnd (LON) samt 1980 departementsråd i Civildepartementet. Från 1989 var han länsråd och ställföreträdande landshövding i Uppsala län. Från 1 augusti till 31 december 2002 var han tillförordnad landshövding i Uppsala län. Han efterträdde Ann-Cathrine Haglund som gått i pension. Den 1 januari 2003 tillträdde före detta riksdagspolitikern och talmannen Anders Björck tjänsten som landshövding.